# Малиженовский, Константин
Митрофорный протоиерей Константин Малиженовский (Пустой шаблон {{ВД-Преамбула}} ) — участник Первой мировой и Гражданской войн, деятель русской эмиграции, корабельный священник русской Черноморской эскадры, настоятель храмов Александра Невского в Бизерте и Воскресения Христова в Тунисе.

## Биография
В 1920 году, как военно-морской священник на одном из кораблей Черноморского флота, в результате Крымской эвакуации из Севастополя, через Константинополь в составе Русской эскадры прибыл в Бизерту, Тунис.
С 1922 года в столице городе Тунисе, для проживавших там русских, устроил домовый храм, по адресу rue Selliers, 60. Храм оборудовали утварью взятой из корабельной церкви. Принимал активное участие в жизни русской общины Туниса, устраивал и реализовывал различные социальные, благотворительные и детские проекты в русской беженской среде.
В 1938 году совершил закладку храма-памятника в честь святого Александра Невского в Бизерте, в память о русской эскадре.
В 1953 году сослужил в день закладки Воскресенского храма в Тунисе и далее трудился над его строительством, впоследствии служил в этом храме.
Переехал в Париж. Похоронен на русском Кладбище Сент-Женевьев-де-Буа.

## Семья
- Супруга: Мамельфа Ивановна урождённая Верник (17.9.1907 — 27.6.1987), похоронена с мужем на русском Кладбище Сент-Женевьев-де-Буа[1][2].
- Сын: протоиерей Иоанн Константинович Малиженовский